# Arreigada
Arreigada ist ein Ort und eine ehemalige Gemeinde (Freguesia) im portugiesischen Kreis Paços de Ferreira. Die Gemeinde hatte 1989 Einwohner (Stand 30. Juni 2011).
Am 29. September 2013 wurden die Gemeinden Arreigada und Frazão zur neuen Gemeinde Frazão Arreigada zusammengeschlossen.